# Карол Милослав Лехотски (писац)
Карол Милослав Лехотски (свк. Karol Miloslav Lehotský; псеудоними: Dragutin, Graničar, Drahotín Miloslavský, K. Miloslavský; Пухов, 16. септембар 1846 — Гложан, 2. октобар 1915) је био словачки писац, преводилац и педагог. 

## Биографија
Студирао је на гимназији у Тренчину, Ћешињу и Модрој, а и у Левочи. Учитељску диплому је добио у Банској Бистрици. Од 1866. деловао је као учитељ у Бачком Петровцу а затим у Лалићу и Гложану. За време боравка у Југославији подстицао је културни и привредни живот Словака у Војводини издавао је часопис „Пријатељ школе“. Био је члан Матице словачке.